# 羊瓜藤
羊瓜藤（学名：Stauntonia duclouxii）为木通科野木瓜属的植物，是中国的特有植物。分布在中国大陆的贵州、甘肃、湖南、湖北、陕西、四川、云南等地，生长于海拔700米至1,500米的地区，常生于灌丛、山谷沟旁以及山坡阴处杂木林中，目前尚未由人工引种栽培。

## 别名
云南野木瓜